# Pseudepipona egregia
Pseudepipona egregia är en stekelart som först beskrevs av Herrich-Schäffer.  Pseudepipona egregia ingår i släktet Pseudepipona och familjen Eumenidae. Utöver nominatformen finns också underarten P. e. barbara.